# Copa Mundial Femenina de Fútbol de 2011
La Copa Mundial Femenina de la FIFA Alemania 2011™ (en alemán: FIFA Fußball-Weltmeisterschaft der Frauen Deutschland 2011) fue la sexta edición de la Copa Mundial Femenina de Fútbol organizada por la FIFA. Esta versión del torneo se realizó en Alemania entre el 26 de junio y el 17 de julio de 2011. La disputaron 16 selecciones nacionales, procedentes de seis confederaciones continentales.
Fue la segunda Copa Mundial Femenina realizada en Europa (Suecia había sido sede de la edición de 1995). Como antecedente a este torneo, Alemania organizó en 2010 la Copa Mundial Femenina de Fútbol Sub-20, de la cual resultó ganadora.
La fase clasificatoria fue disputada por un total de 122 selecciones, estableciendo un nuevo récord de participantes. De ellas, 15 accedieron a la fase final, a la cual Alemania se encontraba clasificada como país organizador. Debutaron en el torneo las selecciones de Colombia y Guinea Ecuatorial, mientras que entre las ausentes destacó China, que había disputado todas las ediciones anteriores y había alcanzado el subcampeonato en 1999. Durante el desarrollo del certamen también se dieron varias sorpresas. Noruega, ganadora en 1995 y considerada entre las más fuertes del mundo, cayó eliminada en fase de grupos, en tanto los seleccionados de Alemania, local y campeón defensor, y Brasil, último subcampeón, no lograron superar los cuartos de final. Por su parte, Francia, que afrontó su segunda Copa Mundial, alcanzó por primera vez la instancia de semifinales. En la final, se cruzaron Estados Unidos y Japón, esta última llegando por primera vez al partido definitorio. El encuentro acabó 1-1 tras el tiempo reglamentario, y 2-2 luego de la prórroga. La definición por penales tuvo como figura a la portera nipona Ayumi Kaihori, que tapó los remates de Shannon Boxx y Tobin Heath. La defensora del conjunto asiático Saki Kumagai convirtió el 3-1 definitivo de la serie, dándole a Japón el primer título mundial de su historia.
El torneo se destacó por su bajo registro de goles. En total, se convirtieron 86, dando un promedio de 2.69 por partido, los números más bajos para una Copa Mundial Femenina. La goleadora fue la japonesa Homare Sawa con sólo 5 tantos, la menor cantidad anotada por una máxima artillera en la historia del certamen. En adición, los mayores triunfos fueron los que lograron Francia y Japón en la fase de grupos, ante Canadá y México, respectivamente, ambos por 4-0, resultado corto para un torneo que históricamente ha registrado goleadas por diferencias muy superiores.

## Elección del país anfitrión
Inicialmente, Alemania, Australia, Canadá, Francia, Perú y Suiza presentaron sus propuestas para ser sedes del evento. La canciller alemana Angela Merkel, en un discurso dado el 9 de diciembre de 2005 durante el sorteo de la Copa Mundial masculina de 2006, manifestó su compromiso a apoyar una posible candidatura de su país para la organización del torneo:

Weil der deutsche Frauenfußball immer mehr im Kommen ist, würde es ihm, wie ich meine, gut zu Gesicht stehen, wenn wir uns um die Austragung der Weltmeisterschaft 2011 bewerben würden. Ich sage jedenfalls: Sollte sich der DFB zu einer solchen Bewerbung entschließen, werde ich dieses Vorhaben gerne unterstützen.
Dado que el fútbol femenino alemán va en aumento, creo que sería bueno que nos presentamos como sede de la Copa del Mundo de 2011. En cualquier caso, digo: si la DFB decide enviar dicha solicitud, estaré encantada de apoyar este proyecto.
Angela Merkel, canciller de la República Federal de Alemania, 9 de diciembre de 2005.

Suiza anunció el 29 de mayo de 2007 el retiro de su propuesta. El 5 de julio del mismo año, de acuerdo a una misiva enviada por FIFA a la Federación Peruana de Fútbol, los dos candidaturas más fuertes de las seis presentadas eran, por efectos de rotación, las de Australia y Perú. En agosto de 2007, la Federación Francesa de Fútbol también renunció a la organización del evento en favor de la candidatura elevada por Alemania, a cambio de recibir apoyo para ser sede de la Eurocopa masculina de 2016 (que se terminaría desarrollando finalmente en el país galo). Dos meses más tarde, Perú y Australia también retiraron sus propuestas, dejando como únicos candidatos a Alemania y Canadá.
Finalmente, el 30 de octubre de 2007, el Comité Ejecutivo de la FIFA anunció a Alemania como sede oficial del torneo.

## Organización

### Comité Organizador
La organización y fiscalización del torneo estuvo a cargo del «Comité Organizador Alemania de la Copa Mundial Femenina de la FIFA de 2011™» (en inglés: FIFA Women's World Cup 2011™ Organising Committee Germany), el cual estuvo supervisado por la Federación Alemana de Fútbol (DFB). La Presidenta del Comité fue la exfutbolista alemana Steffi Jones, mientras que su Coordinador General fue Ulrich Wolter.
El Comité estuvo compuesto por cuatro departamentos:
- El Departamento de Ciudades y Estadios, encabezado por Winfried Naß. Estuvo encargado de la infraestructura, la construcción y remodelación de los estadios, la organización de las sedes y las instalaciones temporales.
- El Departamento de Organización del Torneo, liderado por Heike Ullrich. Tuvo a su cargo la planificación del calendario de partidos de la fase final, el establecimiento de la sede provisoria de la FIFA, la organización y manejo de los campamentos base y de los campos de entrenamiento de cada selección participante, las asignaciones de cuerpos médicos, el reclutamiento de voluntarios y la administración de los certificados de acreditación.
- El Departamento de Comunicaciones, encabezado por Jens Grittner. Se encargó de las publicaciones oficiales, el manejo con los medios y la designación de portavoces.
- El Departamento de Marketing, dirigido por Doris Fitschen. Trabajó en cooperación con las oficinas de Marketing de la FIFA y de la DFB. Manejó los acuerdos con proveedores nacionales, mercadeo y licencias oficiales.

El 29 de octubre de 2009, la exfutbolista estadounidense Mia Hamm fue presentada como la embajadora internacional del torneo. Asimismo, el Comité designó a cuatro embajadoras nacionales, con la intención de promocionar el certamen en el país: las exjugadoras de la selección alemana Britta Carlson, Renate Lingor y Sandra Minnert, y la medallista paralímpica Manuela Schmermund.

### Sedes
El país presentó nueve estadios para la disputa de la copa. Varios de ellos llevaban el nombre de sus empresas patrocinadoras. No obstante, la FIFA no permite la utilización de tales denominaciones durante el desarrollo de un certamen bajo su organización, por lo que debieron ser renombrados temporalmente como «Estadio de la Copa Mundial Femenina de la FIFA».
| Fráncfort del Meno                                           | Augsburgo Berlín Bochum Dresde Fráncfort del Meno Leverkusen Mönchengladbach Sinsheim Wolfsburgo | Augsburgo Berlín Bochum Dresde Fráncfort del Meno Leverkusen Mönchengladbach Sinsheim Wolfsburgo | Augsburgo Berlín Bochum Dresde Fráncfort del Meno Leverkusen Mönchengladbach Sinsheim Wolfsburgo | Dresde                                                      |
| Hesse                                                        | Augsburgo Berlín Bochum Dresde Fráncfort del Meno Leverkusen Mönchengladbach Sinsheim Wolfsburgo | Augsburgo Berlín Bochum Dresde Fráncfort del Meno Leverkusen Mönchengladbach Sinsheim Wolfsburgo | Augsburgo Berlín Bochum Dresde Fráncfort del Meno Leverkusen Mönchengladbach Sinsheim Wolfsburgo | Sajonia                                                     |
| Estadio de la Copa Mundial Femenina de la FIFA de Fráncfort  | Augsburgo Berlín Bochum Dresde Fráncfort del Meno Leverkusen Mönchengladbach Sinsheim Wolfsburgo | Augsburgo Berlín Bochum Dresde Fráncfort del Meno Leverkusen Mönchengladbach Sinsheim Wolfsburgo | Augsburgo Berlín Bochum Dresde Fráncfort del Meno Leverkusen Mönchengladbach Sinsheim Wolfsburgo | Estadio Rudolf Harbig                                       |
| Capacidad: 48 817                                            | Augsburgo Berlín Bochum Dresde Fráncfort del Meno Leverkusen Mönchengladbach Sinsheim Wolfsburgo | Augsburgo Berlín Bochum Dresde Fráncfort del Meno Leverkusen Mönchengladbach Sinsheim Wolfsburgo | Augsburgo Berlín Bochum Dresde Fráncfort del Meno Leverkusen Mönchengladbach Sinsheim Wolfsburgo | Capacidad: 25 598                                           |
|                                                              | Augsburgo Berlín Bochum Dresde Fráncfort del Meno Leverkusen Mönchengladbach Sinsheim Wolfsburgo | Augsburgo Berlín Bochum Dresde Fráncfort del Meno Leverkusen Mönchengladbach Sinsheim Wolfsburgo | Augsburgo Berlín Bochum Dresde Fráncfort del Meno Leverkusen Mönchengladbach Sinsheim Wolfsburgo |                                                             |
| Wolfsburgo                                                   | Augsburgo Berlín Bochum Dresde Fráncfort del Meno Leverkusen Mönchengladbach Sinsheim Wolfsburgo | Augsburgo Berlín Bochum Dresde Fráncfort del Meno Leverkusen Mönchengladbach Sinsheim Wolfsburgo | Augsburgo Berlín Bochum Dresde Fráncfort del Meno Leverkusen Mönchengladbach Sinsheim Wolfsburgo | Berlín                                                      |
| Baja Sajonia                                                 | Augsburgo Berlín Bochum Dresde Fráncfort del Meno Leverkusen Mönchengladbach Sinsheim Wolfsburgo | Augsburgo Berlín Bochum Dresde Fráncfort del Meno Leverkusen Mönchengladbach Sinsheim Wolfsburgo | Augsburgo Berlín Bochum Dresde Fráncfort del Meno Leverkusen Mönchengladbach Sinsheim Wolfsburgo | Berlín                                                      |
| Estadio de la Copa Mundial Femenina de la FIFA de Wolfsburgo | Augsburgo Berlín Bochum Dresde Fráncfort del Meno Leverkusen Mönchengladbach Sinsheim Wolfsburgo | Augsburgo Berlín Bochum Dresde Fráncfort del Meno Leverkusen Mönchengladbach Sinsheim Wolfsburgo | Augsburgo Berlín Bochum Dresde Fráncfort del Meno Leverkusen Mönchengladbach Sinsheim Wolfsburgo | Estadio Olímpico                                            |
| Capacidad: 26 067                                            | Augsburgo Berlín Bochum Dresde Fráncfort del Meno Leverkusen Mönchengladbach Sinsheim Wolfsburgo | Augsburgo Berlín Bochum Dresde Fráncfort del Meno Leverkusen Mönchengladbach Sinsheim Wolfsburgo | Augsburgo Berlín Bochum Dresde Fráncfort del Meno Leverkusen Mönchengladbach Sinsheim Wolfsburgo | Capacidad: 73 680                                           |
|                                                              | Augsburgo Berlín Bochum Dresde Fráncfort del Meno Leverkusen Mönchengladbach Sinsheim Wolfsburgo | Augsburgo Berlín Bochum Dresde Fráncfort del Meno Leverkusen Mönchengladbach Sinsheim Wolfsburgo | Augsburgo Berlín Bochum Dresde Fráncfort del Meno Leverkusen Mönchengladbach Sinsheim Wolfsburgo |                                                             |
| Sinsheim                                                     | Mönchengladbach                                                                                  | Leverkusen                                                                                       | Bochum                                                                                           | Augsburgo                                                   |
| Baden-Wurtemberg                                             | Renania del Norte-Westfalia                                                                      | Renania del Norte-Westfalia                                                                      | Renania del Norte-Westfalia                                                                      | Baviera                                                     |
| Rhein-Neckar-Arena                                           | Borussia Park                                                                                    | Estadio de la Copa Mundial Femenina de la FIFA de Leverkusen                                     | Estadio de la Copa Mundial Femenina de la FIFA de Bochum                                         | Estadio de la Copa Mundial Femenina de la FIFA de Augsburgo |
| Capacidad: 25 475                                            | Capacidad: 45 867                                                                                | Capacidad: 29 870                                                                                | Capacidad: 20 452                                                                                | Capacidad: 24 605                                           |
|                                                              |                                                                                                  |                                                                                                  |                                                                                                  |                                                             |

### Lista de árbitras
En el mes de abril de 2011, la FIFA confirmó la lista oficial de árbitras y asistentes que asistirían al certamen.
AFC
- Cha Sung-mi
- Etsuko Fukano
- Jacqui Melksham

CAF
- Thérèse Neguel

Concacaf
- Quetzalli Alvarado
- Carol-Anne Chenard
- Kari Seitz

Conmebol
- Estela Álvarez
- Silvia Reyes

OFC
- Finau Vulivuli

UEFA
- Dagmar Damková
- Gyöngyi Gaál
- Kirsi Heikkinen
- Jenny Palmqvist
- Christina Pedersen
- Bibiana Steinhaus

## Símbolos y mercadeo

### Mascota

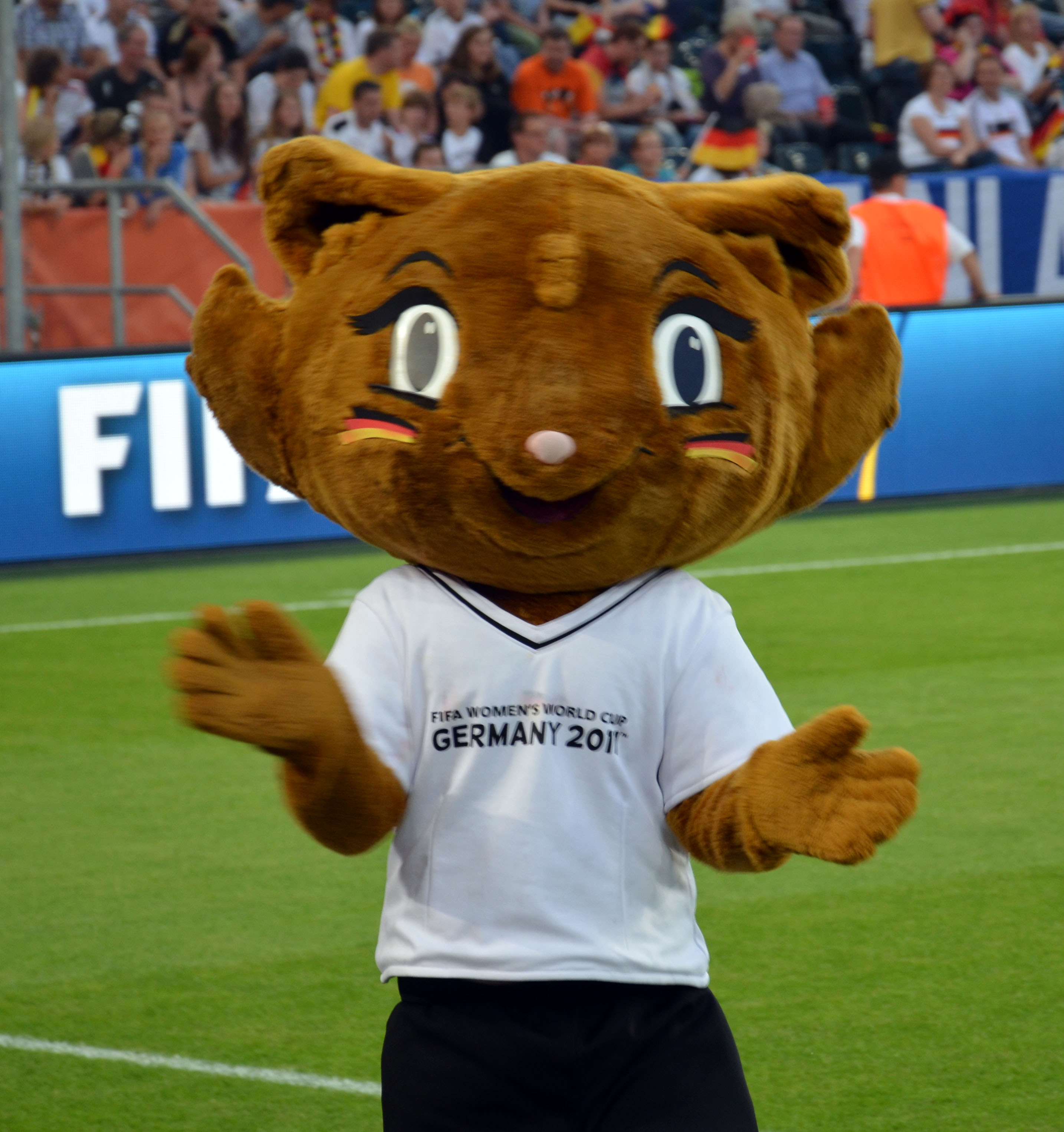
La gata Karla Kick fue la mascota del certamen.

La mascota oficial de la Copa Mundial Femenina de Alemania 2011 es una gata de nombre Karla Kick. Fue presentada de manera oficial 13 de julio de 2010, durante el partido inaugural de la Copa Mundial Femenina Sub-20 entre Alemania y Costa Rica.
Fue desarrollada por la agencia creativa de Fráncfort GMR Marketing GmbH. Steffi Jones, presidenta del Comité Organizador del torneo, afirmó que la mascota representa «los atributos más importantes del fútbol femenino: pasión, diversión y dinamismo», mientras que Thierry Weil, director de marketing de FIFA, comentó que «captura perfectamente la alegría del juego, la gracia y el atletismo del fútbol femenino».

### Canción oficial
La canción oficial es «Happiness», de la cantante estadounidense Alexis Jordan.

### Balón oficial

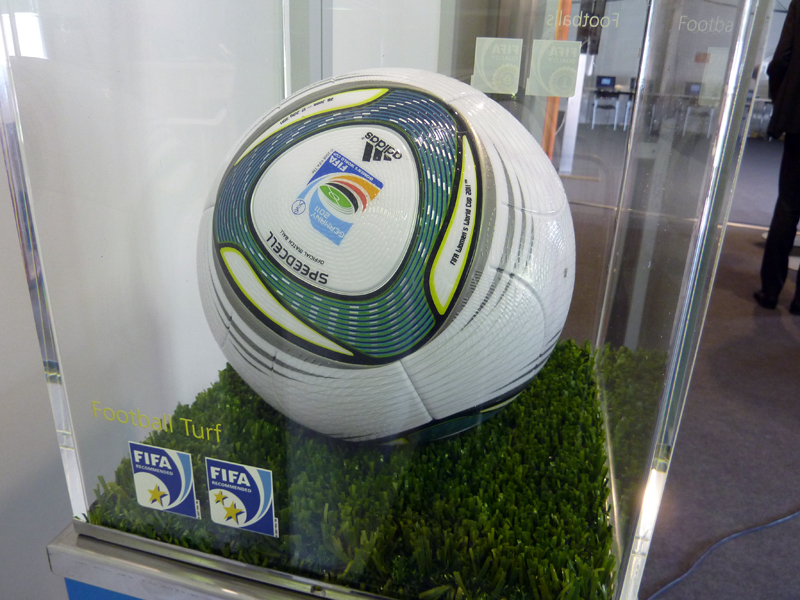
Adidas Speedcell, balón oficial de la Copa Mundial Femenina de 2011.

El balón oficial de la competición fue llamado Speedcell. Fue presentado el 1 de diciembre de 2010. Es estéticamente similar a la Adidas Jabulani utilizada en la Copa Mundial masculina de 2010, aunque difiere en los colores y en detalles de los dibujos.

## Formato de competición
Los 16 equipos que participan en la fase final se dividen en 4 grupos de 4 equipos cada uno. Los grupos se juegan por el sistema de todos contra todos, a una sola rueda. De esta manera, cada equipo disputa tres partidos en la fase de grupos.
Pasan a la siguiente ronda los dos equipos de cada grupo mejor ubicados en la tabla de posiciones final. Según lo establecido en el artículo 25, sección 5 del reglamento del torneo, el orden de clasificación se determina teniendo en cuenta los siguientes criterios, en orden de preferencia:
1. El mayor número de puntos obtenidos.
2. La mayor diferencia de goles.
3. El mayor número de goles a favor.

Si dos o más equipos quedan igualados según los criterios anteriores, se usarán los siguientes criterios:
1. El mayor número de puntos obtenidos en los partidos entre los equipos en cuestión.
2. La mayor diferencia de goles en esos mismos enfrentamientos.
3. El mayor número de goles anotados por cada equipo en los partidos disputados entre sí.
4. Puntos de juego limpio.
5. Sorteo del comité organizador de la Copa Mundial.

El sistema de puntos de juego limpio toma en consideración las tarjetas amarillas y rojas recibidas en todos los partidos de la fase de grupos, deduciendo puntos como se indica en la siguiente lista:
- primera tarjeta amarilla: menos 1 punto
- tarjeta roja indirecta (segunda tarjeta amarilla): menos 3 puntos
- tarjeta roja directa: menos 3 puntos
- tarjeta amarilla y roja directa: menos 4 puntos

La segunda ronda incluye todas las fases desde los cuartos de final hasta la final. El ganador de cada partido pasa a la siguiente fase y el perdedor queda eliminado. Los equipos perdedores de las semifinales juegan un partido por el tercer puesto. En el partido final, el ganador obtiene el trofeo de la Copa Mundial Femenina.
En todas las instancias finales, si el partido termina empatado se juega un tiempo suplementario. Si el resultado sigue igualado tras la prórroga, se define con tiros desde el punto penal.

## Equipos participantes
La FIFA consideró ampliar la cantidad de participantes de 16 a 24, con el objetivo de mostrar el desarrollo del fútbol femenino y el crecimiento de la competición. Sin embargo, el 14 de marzo de 2008 se confirmó que el número de selecciones no variaría, al menos para la edición de 2011.
El 14 de noviembre de 2008, se hizo oficial el reparto de los 15 cupos clasificatorios:
- AFC: 3 cupos.
- CAF: 2 cupos.
- Concacaf: 2,5 cupos.
- Conmebol: 2 cupos.
- OFC: 1 cupos.
- UEFA: 4,5 cupos.

Al igual que la edición anterior, la UEFA determinó que el torneo serviría como proceso clasificatorio para los Juegos Olímpicos de 2012, pasando a dicho evento los dos equipos con mejor rendimiento en la Copa Mundial (excluyendo a Inglaterra, que no es miembro del Comité Olímpico Internacional).
En cursiva los equipos debutantes.
| Confederación | Confederación | Confederación | Confederación | Confederación | Confederación |
| ------------- | ------------- | ------------- | ------------- | ------------- | ------------- |
| AFC           | CAF           | Concacaf      | Conmebol      | OFC           | UEFA          |

| Equipos participantes | Equipos participantes | Equipos participantes | Equipos participantes |
| --------------------- | --------------------- | --------------------- | --------------------- |
| Alemania              | Colombia              | Guinea Ecuatorial     | Nigeria               |
| Australia             | Corea del Norte       | Inglaterra            | Noruega               |
| Brasil                | Estados Unidos        | Japón                 | Nueva Zelanda         |
| Canadá                | Francia               | México                | Suecia                |

### Sorteo
El 29 de noviembre de 2010 se realizó el sorteo de la fase de grupos de la Copa Mundial Femenina, en el Centro de Congresos de Fráncfort del Meno. El procedimiento para el sorteo y la distribución de los equipos en los bombos fue confirmado oficialmente un día antes. De acuerdo al criterio establecido, no podían incluirse en un mismo grupo dos selecciones de la misma confederación, a excepción de UEFA, que tendría dos equipos en el grupo A.
| Bombo 1 Cabezas de serie | Bombo 2 AFC, Concacaf                   | Bombo 3 CAF, Conmebol, OFC                       | Bombo 4 UEFA                      |
| --- | --------------------------------------- | ------------------------------------------------ | --------------------------------- |
| Alemania (anfitrión, asignado al grupo A) Japón (asignado al grupo B) Estados Unidos (asignado al grupo C) Brasil (asignado al grupo D) | Australia Canadá Corea del Norte México | Colombia Guinea Ecuatorial Nigeria Nueva Zelanda | Francia Inglaterra Noruega Suecia |

El procedimiento del sorteo fue el siguiente:
- Bombo 1: Los cuatro equipos cabezas de serie fueron asignados a sus correspondientes grupos antes del sorteo, por lo que cada una de las cuatro bolillas fue identificada con un color distinto (bolilla blanca para Alemania, roja para Japón, amarilla para Estados Unidos y azul para Brasil);
- Bombo 2: Los equipos fueron sorteados evitando que cualquiera de las dos representantes asiáticas integrara el grupo B (encabezado por Japón), y que cualquiera de las dos representantes de Concacaf quedara en el grupo C (liderado por Estados Unidos). En caso de que alguno de los equipos fuera sorteado para integrar un grupo del que no podía formar parte, se lo trasladaba al grupo inmediatamente posterior;
- Bombo 3: De igual forma, los equipos fueron sorteados eludiendo la posibilidad de que Colombia quedara encuadrada junto a Brasil. 
  - Si la primera bolilla tomada no era la de Colombia, el equipo elegido sería posicionado automáticamente en el grupo D, y luego se continuaría colocando las tres bolillas restantes, en orden, en los grupos A, B y C;
  - De lo contrario, si la selección de Colombia era la primera sorteada, se la integraría al grupo A y se continuaría en el orden normal de izquierda a derecha;
- Bombo 4: se colocaron los equipos en los grupos correspondientes de acuerdo al orden en el que fueron sorteados, de izquierda a derecha.

### Casos positivos en pruebas antidopaje
El 28 de junio de 2011, se confirmó que la portera de Colombia Yineth Varón había dado positivo en su control antidopaje, por lo que fue suspendida por la FIFA de manera provisional y excluida del certamen. La Federación Colombiana de Fútbol manifestó que el resultado surge a raíz de un tratamiento hormonal al cual la futbolista se había sometido antes de viajar a disputar el torneo. El 25 de agosto de 2011, FIFA suspendió a la jugadora de toda competencia por dos años.
El 7 de julio de 2011, fueron confirmados los resultados positivos en las pruebas antidopaje de las futbolistas Song Jong-sun y Jong Pok-sim, de la selección de Corea del Norte. Nueve días más tarde, la FIFA informó que otras tres jugadoras del equipo asiático (Hong Myong-hui, Ho Un-byol y Ri Un-hyang) habían arrojado el mismo resultado, luego de que se realizaran exámenes antidopaje a todas las integrantes del plantel. De acuerdo a la Asociación de Fútbol de Corea del Norte, la situación se provocó como consecuencia de un relámpago que afectó a varias futbolistas del seleccionado durante un entrenamiento desarrollado días después de su partido debut ante Estados Unidos, y que para contrarrestar los efectos ocasionados por la descarga, utilizaron el extracto de una glándula de ciervo almizclero, como parte de una medicina tradicional china. El 25 de agosto de 2011, la FIFA multó a la asociación norcoreana con USD 400.000, excluyó a su selección de la Copa Mundial Femenina de 2015 y de sus fases clasificatorias, y sancionó a Song Jong-sun por 14 meses y a las otras cuatro futbolistas por 18 meses.

## Fase de grupos
- Los horarios corresponden a la hora local en Alemania (UTC+2).

### Grupo A
| Selección | Pts. | PJ | PG | PE | PP | GF | GC | Dif. |
| --------- | ---- | -- | -- | -- | -- | -- | -- | ---- |
| Alemania  | 9    | 3  | 3  | 0  | 0  | 7  | 3  | 4    |
| Francia   | 6    | 3  | 2  | 0  | 1  | 7  | 4  | 3    |
| Nigeria   | 3    | 3  | 1  | 0  | 2  | 1  | 2  | −1   |
| Canadá    | 0    | 3  | 0  | 0  | 3  | 1  | 7  | −6   |

| 26 de junio de 2011 | Nigeria | 0:1 (0:0) | Francia   | Rhein-Neckar-Arena, Sinsheim                           |                                                        |
| 15:00 CEST (UTC+2)  |         | Reporte   | Delie 56' | Asistencia: 25 475 espectadores Árbitro(s): Kari Zeitz | Asistencia: 25 475 espectadores Árbitro(s): Kari Zeitz |

| 26 de junio de 2011 | Alemania                              | 2:1 (2:0) | Canadá       | Estadio Olímpico, Berlín                                    |                                                             |
| 18:00 CEST (UTC+2)  | Garefrekes 10' · Okoyino da Mbabi 42' | Reporte   | Sinclair 82' | Asistencia: 73 680 espectadores Árbitro(s): Jacqui Melksham | Asistencia: 73 680 espectadores Árbitro(s): Jacqui Melksham |

| 30 de junio de 2011                                                               | Canadá | 0:4 (0:1) | Francia                                  | Estadio de la Copa Mundial, Bochum                        |                                                           |
| 18:00 CEST (UTC+2)                                                                |        | Reporte   | Thiney 24', 60' · Abily 66' · Thomis 83' | Asistencia: 16 591 espectadores Árbitro(s): Etsuko Fukano | Asistencia: 16 591 espectadores Árbitro(s): Etsuko Fukano |
| Primera clasificación de Francia a una segunda fase de una Copa Mundial Femenina. |        |           |                                          |                                                           |                                                           |

| 30 de junio de 2011 | Alemania    | 1:0 (0:0) | Nigeria | Estadio de la Copa Mundial, Fráncfort del Meno          |                                                         |
| 20:45 CEST (UTC+2)  | Laudehr 54' | Reporte   |         | Asistencia: 48 817 espectadores Árbitro(s): Cha Sung-mi | Asistencia: 48 817 espectadores Árbitro(s): Cha Sung-mi |

| 5 de julio de 2011 | Francia                 | 2:4 (0:2) | Alemania                                                       | Borussia Park, Mönchengladbach                              |                                                             |
| 20:45 CEST (UTC+2) | Delie 56' · Georges 72' | Reporte   | Garefrekes 25' · Grings 32', 68' (pen.) · Okoyino da Mbabi 89' | Asistencia: 45 867 espectadores Árbitro(s): Kirsi Heikkinen | Asistencia: 45 867 espectadores Árbitro(s): Kirsi Heikkinen |

| 5 de julio de 2011 | Canadá | 0:1 (0:0) | Nigeria     | Estadio Rudolf Harbig, Dresde                              |                                                            |
| 20:45 CEST (UTC+2) |        | Reporte   | Nkwocha 84' | Asistencia: 13 638 espectadores Árbitro(s): Finau Vulivuli | Asistencia: 13 638 espectadores Árbitro(s): Finau Vulivuli |

### Grupo B
| Selección     | Pts. | PJ | PG | PE | PP | GF | GC | Dif. |
| ------------- | ---- | -- | -- | -- | -- | -- | -- | ---- |
| Inglaterra    | 7    | 3  | 2  | 1  | 0  | 5  | 2  | 3    |
| Japón         | 6    | 3  | 2  | 0  | 1  | 6  | 3  | 3    |
| México        | 2    | 3  | 0  | 2  | 1  | 3  | 7  | −4   |
| Nueva Zelanda | 1    | 3  | 0  | 1  | 2  | 4  | 6  | −2   |

| 27 de junio de 2011 | Japón                    | 2:1 (1:1) | Nueva Zelanda | Estadio de la Copa Mundial, Bochum                          |                                                             |
| 15:00 CEST (UTC+2)  | Nagasato 6' · Miyama 68' | Reporte   | Hearn 12'     | Asistencia: 12 538 espectadores Árbitro(s): Kirsi Heikkinen | Asistencia: 12 538 espectadores Árbitro(s): Kirsi Heikkinen |

| 27 de junio de 2011 | México     | 1:1 (1:1) | Inglaterra   | Estadio de la Copa Mundial, Wolfsburgo                   |                                                          |
| 18:00 CEST (UTC+2)  | Ocampo 33' | Reporte   | Williams 21' | Asistencia: 18 702 espectadores Árbitro(s): Silvia Reyes | Asistencia: 18 702 espectadores Árbitro(s): Silvia Reyes |

| 1 de julio de 2011 | Japón                        | 4:0 (3:0) | México | BayArena, Leverkusen                                           |                                                                |
| 15:00 CEST (UTC+2) | Sawa 13', 39', 80' · Ōno 15' | Reporte   |        | Asistencia: 22 291 espectadores Árbitro(s): Christina Pedersen | Asistencia: 22 291 espectadores Árbitro(s): Christina Pedersen |

| 1 de julio de 2011 | Nueva Zelanda | 1:2 (1:0) | Inglaterra                | Estadio Rudolf Harbig, Dresde                              |                                                            |
| 18:15 CEST (UTC+2) | Gregorius 18' | Reporte   | J. Scott 63' · Clarke 81' | Asistencia: 19 110 espectadores Árbitro(s): Thérèse Neguel | Asistencia: 19 110 espectadores Árbitro(s): Thérèse Neguel |

| 5 de julio de 2011 | Inglaterra                | 2:0 (1:0) | Japón | Estadio de la Copa Mundial, Augsburgo                          |                                                                |
| 18:15 CEST (UTC+2) | E. White 15' · Yankey 66' | Reporte   |       | Asistencia: 20 777 espectadores Árbitro(s): Carol-Anne Chenard | Asistencia: 20 777 espectadores Árbitro(s): Carol-Anne Chenard |

| 5 de julio de 2011 | Nueva Zelanda               | 2:2 (0:2) | México                   | Rhein-Neckar-Arena, Sinsheim                                |                                                             |
| 18:15 CEST (UTC+2) | Smith 90' · Wilkinson 90+4' | Reporte   | Mayor 2' · Domínguez 29' | Asistencia: 20 451 espectadores Árbitro(s): Jenny Palmqvist | Asistencia: 20 451 espectadores Árbitro(s): Jenny Palmqvist |

### Grupo C
| Selección       | Pts. | PJ | PG | PE | PP | GF | GC | Dif. |
| --------------- | ---- | -- | -- | -- | -- | -- | -- | ---- |
| Suecia          | 9    | 3  | 3  | 0  | 0  | 4  | 1  | 3    |
| Estados Unidos  | 6    | 3  | 2  | 0  | 1  | 6  | 2  | 4    |
| Corea del Norte | 1    | 3  | 0  | 1  | 2  | 0  | 3  | −3   |
| Colombia        | 1    | 3  | 0  | 1  | 2  | 0  | 4  | −4   |

| 28 de junio de 2011                                                     | Colombia | 0:1 (0:0) | Suecia        | Estadio de la Copa Mundial, Leverkusen                         |                                                                |
| 15:00 CEST (UTC+2)                                                      |          | Reporte   | Landström 57' | Asistencia: 21 106 espectadores Árbitro(s): Carol-Anne Chenard | Asistencia: 21 106 espectadores Árbitro(s): Carol-Anne Chenard |
| Colombia hizo su debut absoluto en una Copa Mundial Femenina de Fútbol. |          |           |               |                                                                |                                                                |

| 28 de junio de 2011 | Estados Unidos           | 2:0 (0:0) | Corea del Norte | Estadio Rudolf Harbig, Dresde                                 |                                                               |
| 18:15 CEST (UTC+2)  | Cheney 54' · Buehler 76' | Reporte   |                 | Asistencia: 21 859 espectadores Árbitro(s): Bibiana Steinhaus | Asistencia: 21 859 espectadores Árbitro(s): Bibiana Steinhaus |

| 2 de julio de 2011 | Corea del Norte | 0:1 (0:0) | Suecia        | Estadio de la Copa Mundial, Augsburgo                      |                                                            |
| 14:00 CEST (UTC+2) |                 | Reporte   | Dahlkvist 64' | Asistencia: 23 768 espectadores Árbitro(s): Estela Álvarez | Asistencia: 23 768 espectadores Árbitro(s): Estela Álvarez |

| 2 de julio de 2011 | Estados Unidos                         | 3:0 (1:0) | Colombia | Rhein-Neckar-Arena, Sinsheim                               |                                                            |
| 18:00 CEST (UTC+2) | O'Reilly 12' · Rapinoe 50' · Lloyd 57' | Reporte   |          | Asistencia: 25 475 espectadores Árbitro(s): Dagmar Damková | Asistencia: 25 475 espectadores Árbitro(s): Dagmar Damková |

| 6 de julio de 2011                                                                    | Suecia                                      | 2:1 (2:0) | Estados Unidos | Estadio de la Copa Mundial, Wolfsburgo                    |                                                           |
| 20:45 CEST (UTC+2)                                                                    | Dahlkvist 16' (pen.) · LePeilbet 35' (a.g.) | Reporte   | Wambach 67'    | Asistencia: 23 468 espectadores Árbitro(s): Etsuko Fukano | Asistencia: 23 468 espectadores Árbitro(s): Etsuko Fukano |
| Primera derrota de Estados Unidos en una fase de grupos de una Copa Mundial Femenina. |                                             |           |                |                                                           |                                                           |

| 6 de julio de 2011 | Corea del Norte | 0:0     | Colombia | Estadio de la Copa Mundial, Bochum                            |                                                               |
| 20:45 CEST (UTC+2) |                 | Reporte |          | Asistencia: 7 805 espectadores Árbitro(s): Christina Pedersen | Asistencia: 7 805 espectadores Árbitro(s): Christina Pedersen |

### Grupo D
| Selección         | Pts. | PJ | PG | PE | PP | GF | GC | Dif. |
| ----------------- | ---- | -- | -- | -- | -- | -- | -- | ---- |
| Brasil            | 9    | 3  | 3  | 0  | 0  | 7  | 0  | 7    |
| Australia         | 6    | 3  | 2  | 0  | 1  | 5  | 4  | 1    |
| Noruega           | 3    | 3  | 1  | 0  | 2  | 2  | 5  | −3   |
| Guinea Ecuatorial | 0    | 3  | 0  | 0  | 3  | 2  | 7  | −5   |

| 29 de junio de 2011                                                              | Noruega   | 1:0 (0:0) | Guinea Ecuatorial | Estadio de la Copa Mundial, Augsburgo                          |                                                                |
| 15:00 CEST (UTC+2)                                                               | Haavi 84' | Reporte   |                   | Asistencia: 12 928 espectadores Árbitro(s): Quetzalli Alvarado | Asistencia: 12 928 espectadores Árbitro(s): Quetzalli Alvarado |
| Guinea Ecuatorial hizo su debut absoluto en una Copa Mundial Femenina de Fútbol. |           |           |                   |                                                                |                                                                |

| 29 de junio de 2011 | Brasil     | 1:0 (0:0) | Australia | Borussia Park, Mönchengladbach                              |                                                             |
| 18:15 CEST (UTC+2)  | Rosana 54' | Reporte   |           | Asistencia: 27 258 espectadores Árbitro(s): Jenny Palmqvist | Asistencia: 27 258 espectadores Árbitro(s): Jenny Palmqvist |

| 3 de julio de 2011 | Australia                                 | 3:2 (1:1) | Guinea Ecuatorial | Estadio de la Copa Mundial, Bochum                       |                                                          |
| 14:00 CEST (UTC+2) | Khamis 8' · Van Egmond 48' · De Vanna 51' | Reporte   | Añonman 21', 83'  | Asistencia: 15 640 espectadores Árbitro(s): Gyöngyi Gaál | Asistencia: 15 640 espectadores Árbitro(s): Gyöngyi Gaál |
| Genoveva Añonman marcó los dos primeros goles de Guinea Ecuatorial en la historia de la Copa Mundial Femenina de Fútbol. |                                           |           |                   |                                                          |                                                          |

| 3 de julio de 2011 | Brasil                      | 3:0 (1:0) | Noruega | Estadio de la Copa Mundial, Wolfsburgo                 |                                                        |
| 18:15 CEST (UTC+2) | Marta 22', 48' · Rosana 46' | Reporte   |         | Asistencia: 26 067 espectadores Árbitro(s): Kari Seitz | Asistencia: 26 067 espectadores Árbitro(s): Kari Seitz |

| 6 de julio de 2011 | Guinea Ecuatorial | 0:3 (0:0) | Brasil                                  | Estadio de la Copa Mundial, Fráncfort del Meno                |                                                               |
| 18:00 CEST (UTC+2) |                   | Reporte   | Érika 49' · Cristiane 54', 90+3' (pen.) | Asistencia: 35 859 espectadores Árbitro(s): Bibiana Steinhaus | Asistencia: 35 859 espectadores Árbitro(s): Bibiana Steinhaus |

| 6 de julio de 2011                                                         | Australia      | 2:1 (0:0) | Noruega      | Estadio de la Copa Mundial, Leverkusen                     |                                                            |
| 18:00 CEST (UTC+2)                                                         | Simon 57', 87' | Reporte   | Thorsnes 56' | Asistencia: 18 474 espectadores Árbitro(s): Estela Álvarez | Asistencia: 18 474 espectadores Árbitro(s): Estela Álvarez |
| Primera eliminación de Noruega en una primera fase de un Mundial femenino. |                |           |              |                                                            |                                                            |

## Fase de eliminatorias

### Cuadro de desarrollo
|  | Cuartos de final        | Cuartos de final              |                                  |       | Semifinales                  | Semifinales                  |  |  | Final | Final |
|  |                         |                               |                                  |       |                              |                              |  |  |       |       |
|  | 9 de julio – Wolfsburgo |                               |                                  |       |                              |                              |  |  |       |       |
|  |                         |                               |                                  |       |                              |                              |  |  |       |       |
|  | Alemania                | 0                             |                                  |       |                              |                              |  |  |       |       |
|  | Alemania                | 0                             | 13 de julio – Fráncfort del Meno |       |                              |                              |  |  |       |       |
|  | Japón (t. s.)           | 1                             |                                  |       |                              |                              |  |  |       |       |
|  | Japón (t. s.)           | 1                             | Japón                            | 3     |                              |                              |  |  |       |       |
|  | 10 de julio – Augsburgo |                               | Japón                            | 3     |                              |                              |  |  |       |       |
|  |                         | Suecia                        | 1                                |       |                              |                              |  |  |       |       |
|  | Suecia                  | Suecia                        | 1                                | 3     |                              |                              |  |  |       |       |
|  | Suecia                  |                               | 17 de julio – Fráncfort del Meno | 3     |                              |                              |  |  |       |       |
|  | Australia               | 1                             |                                  |       |                              |                              |  |  |       |       |
|  | Australia               | 1                             | Japón (p.)                       | 2 (3) |                              |                              |  |  |       |       |
|  | 9 de julio – Leverkusen |                               | Japón (p.)                       | 2 (3) |                              |                              |  |  |       |       |
|  |                         | Estados Unidos                | 2 (1)                            |       |                              |                              |  |  |       |       |
|  | Inglaterra              | Estados Unidos                | 2 (1)                            | 1 (3) |                              |                              |  |  |       |       |
|  | Inglaterra              | 13 de julio – Mönchengladbach |                                  | 1 (3) |                              |                              |  |  |       |       |
|  | Francia (p.)            | 1 (4)                         |                                  |       |                              |                              |  |  |       |       |
|  | Francia (p.)            | 1 (4)                         | Francia                          | 1     |                              |                              |  |  |       |       |
|  | 10 de julio – Dresde    |                               | Francia                          | 1     |                              |                              |  |  |       |       |
|  |                         | Estados Unidos                | 3                                |       | Partido por el tercer puesto | Partido por el tercer puesto |  |  |       |       |
|  | Brasil                  | Estados Unidos                | 3                                | 2 (3) | Partido por el tercer puesto | Partido por el tercer puesto |  |  |       |       |
|  | Brasil                  |                               | 16 de julio – Sinsheim           | 2 (3) |                              |                              |  |  |       |       |
|  | Estados Unidos (p.)     | 2 (5)                         |                                  |       |                              |                              |  |  |       |       |
|  | Estados Unidos (p.)     | 2 (5)                         | Suecia                           | 2     |                              |                              |  |  |       |       |
|  |                         |                               |                                  |       |                              |                              |  |  |       |       |
|  | Francia                 | 1                             |                                  |       |                              |                              |  |  |       |       |
|  | Francia                 | 1                             |                                  |       |                              |                              |  |  |       |       |

### Cuartos de final
| 9 de julio de 2011 | Inglaterra                                    | 1:1 (1:1, 0:0) (t. s.)(3:4 p.) | Francia                                            | Estadio de la Copa Mundial, Leverkusen                      |                                                             |
| 18:00 CEST (UTC+2) | J. Scott 59'                                  | Reporte                        | Bussaglia 88'                                      | Asistencia: 26 395 espectadores Árbitro(s): Jenny Palmqvist | Asistencia: 26 395 espectadores Árbitro(s): Jenny Palmqvist |
| |                                               | Tiros desde el punto penal     |                                                    |                                                             |                                                             |
| | Smith · Carney · Stoney · Rafferty · F. White |                                | Abily · Bussaglia · Thiney · Bompastor · Le Sommer |                                                             |                                                             |
| Jill Scott anotó el gol 600 en la historia de la Copa Mundial Femenina. Primera clasificación de Francia a las semifinales de una Copa Mundial Femenina. Inglaterra y Brasil son las dos primeras selecciones que se retiran de un Mundial femenino de forma invicta y sin haber alcanzado la final. |                                               |                                |                                                    |                                                             |                                                             |

| 9 de julio de 2011                                                             | Alemania | 0:1 (0:0, 0:0) (t. s.) | Japón         | Estadio de la Copa Mundial, Wolfsburgo                         |                                                                |
| 20:45 CEST (UTC+2)                                                             |          | Reporte                | Maruyama 108' | Asistencia: 26 067 espectadores Árbitro(s): Quetzalli Alvarado | Asistencia: 26 067 espectadores Árbitro(s): Quetzalli Alvarado |
| Primera clasificación de Japón a las semifinales de una Copa Mundial Femenina. |          |                        |               |                                                                |                                                                |

| 10 de julio de 2011 | Suecia                                    | 3:1 (2:1) | Australia | Estadio de la Copa Mundial, Augsburgo                    |                                                          |
| 13:00 CEST (UTC+2)  | Sjögran 10' · Dahlkvist 16' · Schelin 52' | Reporte   | Perry 40' | Asistencia: 24 605 espectadores Árbitro(s): Silvia Reyes | Asistencia: 24 605 espectadores Árbitro(s): Silvia Reyes |

| 10 de julio de 2011 | Brasil                                  | 2:2 (1:1, 0:1) (t. s.)(3:5 p.) | Estados Unidos                             | Estadio Rudolf Harbig, Dresde                               |                                                             |
| 17:30 CEST (UTC+2) | Marta 68' (pen.), 92'                   | Reporte                        | Daiane 2' (a.g.) · Wambach 120+2'          | Asistencia: 25 598 espectadores Árbitro(s): Jacqui Melksham | Asistencia: 25 598 espectadores Árbitro(s): Jacqui Melksham |
| |                                         | Tiros desde el punto penal     |                                            |                                                             |                                                             |
| | Cristiane · Marta · Daiane · Francielle |                                | Boxx · Lloyd · Wambach · Rapinoe · Krieger |                                                             |                                                             |
| Inglaterra y Brasil son las dos primeras selecciones que se retiran de un Mundial femenino de forma invicta y sin haber alcanzado la final. |                                         |                                |                                            |                                                             |                                                             |

### Semifinales
| 13 de julio de 2011 | Francia       | 1:3 (0:1) | Estados Unidos                       | Borussia Park, Mönchengladbach                              |                                                             |
| 18:00 CEST (UTC+2)  | Bompastor 55' | Reporte   | Cheney 9' · Wambach 79' · Morgan 82' | Asistencia: 25 676 espectadores Árbitro(s): Kirsi Heikkinen | Asistencia: 25 676 espectadores Árbitro(s): Kirsi Heikkinen |

| 13 de julio de 2011                                                      | Japón                        | 3:1 (1:1) | Suecia     | Estadio de la Copa Mundial, Fráncfort del Meno                 |                                                                |
| 20:45 CEST (UTC+2)                                                       | Kawasumi 19', 64' · Sawa 60' | Reporte   | Öqvist 10' | Asistencia: 45 434 espectadores Árbitro(s): Carol-Anne Chenard | Asistencia: 45 434 espectadores Árbitro(s): Carol-Anne Chenard |
| Primera clasificación de Japón a una final de una Copa Mundial Femenina. |                              |           |            |                                                                |                                                                |

### Tercer puesto
| 16 de julio de 2011 | Suecia                           | 2:1 (1:0) | Francia    | Rhein-Neckar-Arena, Sinsheim                           |                                                        |
| 17:30 CEST (UTC+2)  | Schelin 29' · M. Hammarström 82' | Reporte   | Thomis 56' | Asistencia: 25 515 espectadores Árbitro(s): Kari Seitz | Asistencia: 25 515 espectadores Árbitro(s): Kari Seitz |

### Final
| 17 de julio de 2011                                                       | Japón                                   | 2:2 (1:1, 0:0) (t. s.)(3:1 p.) | Estados Unidos                 | Estadio de la Copa Mundial, Fráncfort del Meno                |                                                               |
| 20:45 CEST (UTC+2)                                                        | Miyama 81' · Sawa 117'                  | Reporte                        | Morgan 69' · Wambach 104'      | Asistencia: 48 817 espectadores Árbitro(s): Bibiana Steinhaus | Asistencia: 48 817 espectadores Árbitro(s): Bibiana Steinhaus |
|                                                                           |                                         | Tiros desde el punto penal     |                                |                                                               |                                                               |
|                                                                           | Miyama · Nagasato · Sakaguchi · Kumagai |                                | Boxx · Lloyd · Heath · Wambach |                                                               |                                                               |
| Japón es la primera selección en ser campeón habiendo perdido un partido. |                                         |                                |                                |                                                               |                                                               |

|                           |
| Bandera de Japón          |
| Campeón Japón 1.er título |

## Estadísticas

### Tabla general

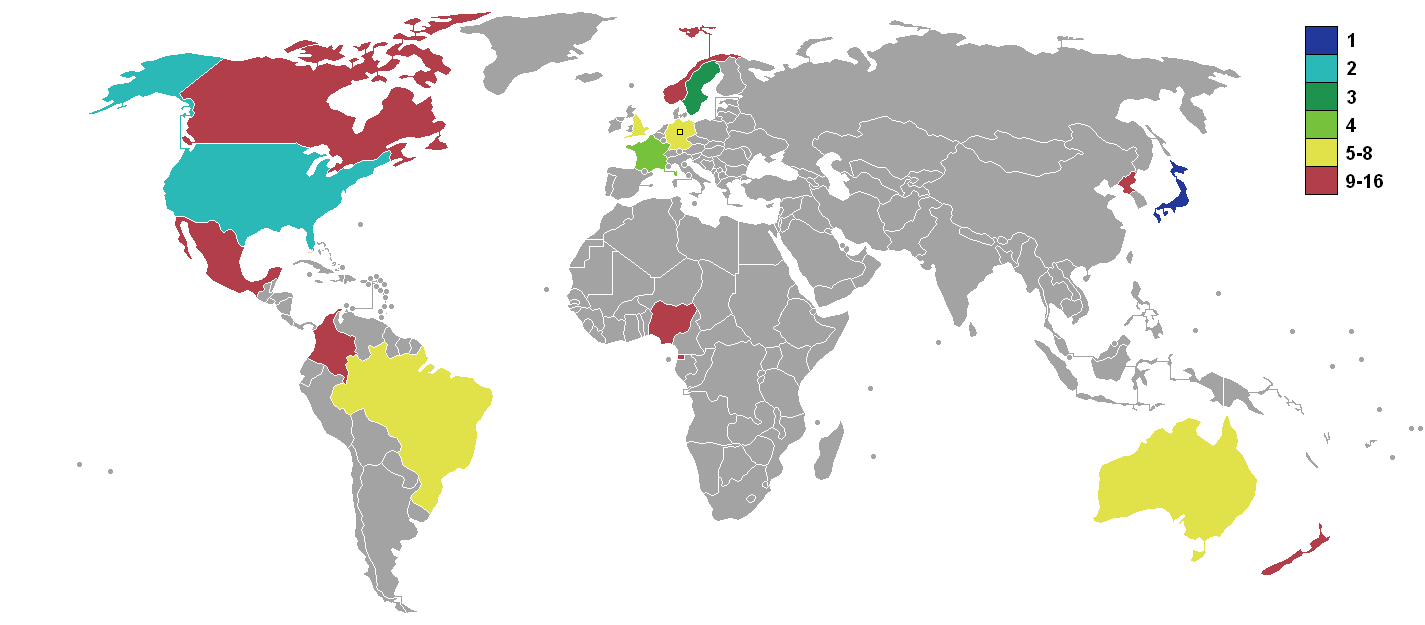
Mapa según los resultados del torneo.

| Pos. | Selección         | Pts. | PJ | PG | PE | PP | GF | GC | Dif. | Rend.  |
| ---- | ----------------- | ---- | -- | -- | -- | -- | -- | -- | ---- | ------ |
| 1    | Japón             | 13   | 6  | 4  | 1  | 1  | 12 | 6  | 6    | 72,22% |
| 2    | Estados Unidos    | 11   | 6  | 3  | 2  | 1  | 13 | 7  | 6    | 61,11% |
| 3    | Suecia            | 15   | 6  | 5  | 0  | 1  | 10 | 6  | 4    | 83,33% |
| 4    | Francia           | 7    | 6  | 2  | 1  | 3  | 10 | 10 | 0    | 38,89% |
| 5    | Brasil            | 10   | 4  | 3  | 1  | 0  | 9  | 2  | 7    | 83,33% |
| 6    | Alemania          | 9    | 4  | 3  | 0  | 1  | 7  | 4  | 3    | 75%    |
| 7    | Inglaterra        | 8    | 4  | 2  | 2  | 0  | 6  | 3  | 3    | 66,67% |
| 8    | Australia         | 6    | 4  | 2  | 0  | 2  | 6  | 7  | −1   | 50%    |
| 9    | Nigeria           | 3    | 3  | 1  | 0  | 2  | 1  | 2  | −1   | 33,33% |
| 10   | Noruega           | 3    | 3  | 1  | 0  | 2  | 2  | 5  | −3   | 33,33% |
| 11   | México            | 2    | 3  | 0  | 2  | 1  | 3  | 7  | −4   | 22,22% |
| 12   | Nueva Zelanda     | 1    | 3  | 0  | 1  | 2  | 4  | 6  | −2   | 11,11% |
| 13   | Corea del Norte   | 1    | 3  | 0  | 1  | 2  | 0  | 3  | −3   | 11,11% |
| 14   | Colombia          | 1    | 3  | 0  | 1  | 2  | 0  | 4  | −4   | 11,11% |
| 15   | Guinea Ecuatorial | 0    | 3  | 0  | 0  | 3  | 2  | 7  | −5   | 0%     |
| 16   | Canadá            | 0    | 3  | 0  | 0  | 3  | 1  | 7  | −6   | 0%     |

### Goleadoras
| Jugadora               | Selección         | Goles |
| ---------------------- | ----------------- | ----- |
| Homare Sawa            | Japón             | 5     |
| Marta Vieira da Silva  | Brasil            | 4     |
| Abby Wambach           | Estados Unidos    | 4     |
| Lisa Dahlkvist         | Suecia            | 3     |
| Genoveva Añonman       | Guinea Ecuatorial | 2     |
| Lauren Cheney          | Estados Unidos    | 2     |
| Cristiane              | Brasil            | 2     |
| Marie-Laure Delie      | Francia           | 2     |
| Kerstin Garefrekes     | Alemania          | 2     |
| Inka Grings            | Alemania          | 2     |
| Nahomi Kawasumi        | Japón             | 2     |
| Aya Miyama             | Japón             | 2     |
| Alex Morgan            | Estados Unidos    | 2     |
| Célia Okoyino da Mbabi | Alemania          | 2     |
| Rosana                 | Brasil            | 2     |
| Lotta Schelin          | Suecia            | 2     |
| Jill Scott             | Inglaterra        | 2     |
| Kyah Simon             | Australia         | 2     |
| Gaëtane Thiney         | Francia           | 2     |
| Élodie Thomis          | Francia           | 2     |

## Premios y reconocimientos

### Jugadora del partido
El premio a la Jugadora del partido es un premio individual, otorgado al término de cada uno de los 32 partidos del certamen a la mejor jugadora de cada encuentro. La ganadora es elegida por el Grupo de Estudio Técnico de la FIFA al final de cada juego.
| Fase de grupos – Fecha 1 | Fase de grupos – Fecha 1 | Fase de grupos – Fecha 2 | Fase de grupos – Fecha 2 | Fase de grupos – Fecha 3 | Fase de grupos – Fecha 3 | Fases eliminatorias | Fases eliminatorias |
| Jugadora                 | Partido                  | Jugadora                 | Partido                  | Jugadora                 | Partido                  | Jugadora            | Partido             |
| ------------------------ | ------------------------ | ------------------------ | ------------------------ | ------------------------ | ------------------------ | ------------------- | ------------------- |
| Louisa Nécib             | 0:1                      | Gaëtane Thiney           | 0:4                      | Jill Scott               | 2:0                      | Camille Abily       | 1:1 (3:4)           |
| Kerstin Garefrekes       | 2:1                      | Annike Krahn             | 1:0                      | Maribel Domínguez        | 2:2                      | Homare Sawa         | 0:1                 |
| Aya Miyama               | 2:1                      | Homare Sawa              | 4:0                      | Inka Grings              | 2:4                      | Lotta Schelin       | 3:1                 |
| Mónica Ocampo            | 1:1                      | Jill Scott               | 1:2                      | Stella Mbachu            | 0:1                      | Hope Solo           | 2:2 (3:5)           |
| Jessica Landström        | 0:1                      | Caroline Seger           | 0:1                      | Érika                    | 0:3                      | Abby Wambach        | 1:3                 |
| Abby Wambach             | 2:0                      | Carli Lloyd              | 3:0                      | Kyah Simon               | 2:1                      | Aya Miyama          | 3:1                 |
| Ingrid Hjelmseth         | 1:0                      | Lisa De Vanna            | 3:2                      | Lotta Schelin            | 2:1                      | Sara Larsson        | 2:1                 |
| Rosana                   | 1:0                      | Marta                    | 3:0                      | Oriánica Velásquez       | 0:0                      | Ayumi Kaihori       | 2:2 (3:1)           |

### Balón de Oro

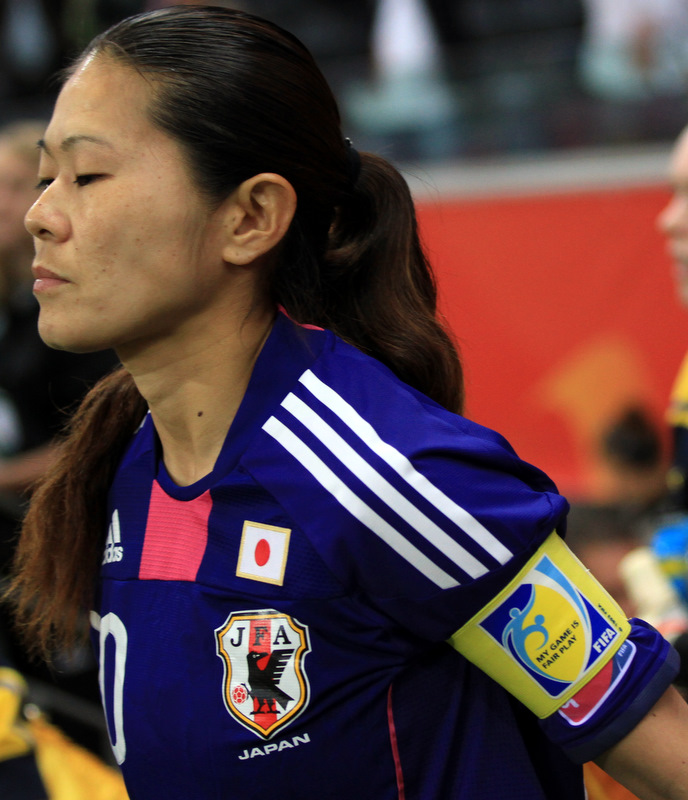
Homare Sawa fue elegida como la mejor jugadora del certamen. Además, se consagró como la máxima goleadora con 5 tantos.

El Balón de Oro Adidas reconoce a la mejor futbolista de la competición. La elección se toma sobre la base de una votación entre los medios acreditados para la competición final. El galardón fue ganado por la futbolista japonesa Homare Sawa. Por su parte, las jugadoras estadounidenses Abby Wambach y Hope Solo recibieron, respectivamente, el Balón de Plata y el Balón de Bronce.
| Premio          |  | Jugadora     | Selección      |
| --------------- |  | ------------ | -------------- |
| Balón de Oro    |  | Homare Sawa  | Japón          |
| Balón de Plata  |  | Abby Wambach | Estados Unidos |
| Balón de Bronce |  | Hope Solo    | Estados Unidos |

### Premio a la Jugadora Joven

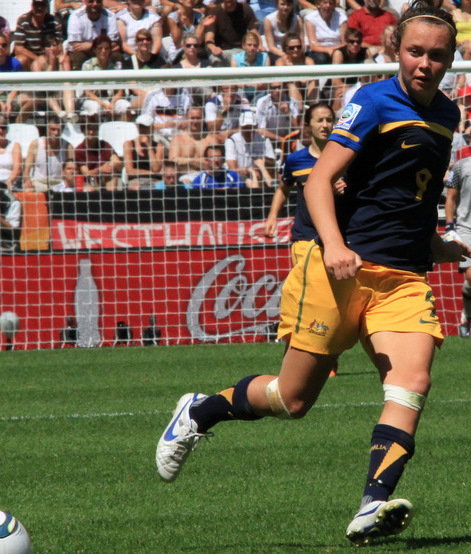
La jugadora australiana Caitlin Foord fue galardonada como la mejor jugadora joven, con tan solo 16 años.

Por primera vez, se otorgó el Premio Hyundai a la Jugadora Joven, trofeo que reconoce a la mejor futbolista de la competición de no más de 21 años de edad. Fueron seleccionables todas aquellas jugadoras nacidas en una fecha no anterior al 1 de enero de 1990. La ganadora fue la australiana Caitlin Foord.
| Premio                           |  | Jugador       | Selección |
| -------------------------------- |  | ------------- | --------- |
| Premio a la mejor jugadora joven |  | Caitlin Foord | Australia |

### Bota de Oro
La Bota de Oro Adidas es entregado a la mayor goleadora del torneo. Para escoger a la ganadora, se toman en cuenta, en orden, los goles anotados, las asistencias de goles realizadas y, finalmente, la menor cantidad de minutos jugados (y por tanto mayor efectividad). La futbolista japonesa Homare Sawa obtuvo el premio, al haber marcado 5 tantos. La Bota de Plata fue ganada por la brasileña Marta, mientras que la Bota de Bronce fue obtenida por la estadounidense Abby Wambach.
| Premio         |  | Jugadora     | Selección      | Goles | Asistencias |
| -------------- |  | ------------ | -------------- | ----- | ----------- |
| Bota de Oro    |  | Homare Sawa  | Japón          | 5     | 1           |
| Bota de Plata  |  | Marta        | Brasil         | 4     | 2           |
| Bota de Bronce |  | Abby Wambach | Estados Unidos | 4     | 1           |

### Mejor portera

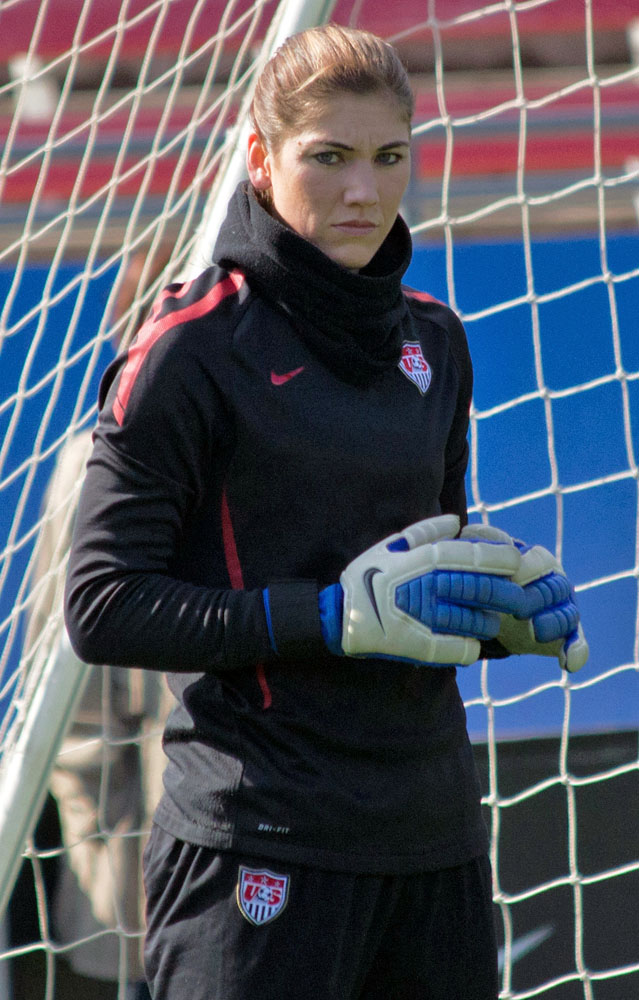
Hope Solo, portera de los, fue distinguida como la mejor del certamen en su puesto.

Desde esta edición, la FIFA entrega formalmente el Guante de Oro para distinguir a la mejor guardameta de la competición. La ganadora fue la estadounidense Hope Solo.
| Premio        |  | Jugadora  | Selección      |
| ------------- |  | --------- | -------------- |
| Guante de Oro |  | Hope Solo | Estados Unidos |

### Juego limpio
El Premio al Juego Limpio de la FIFA es otorgado por la FIFA al equipo que acumule menos faltas, menos tarjetas amarillas y rojas, así como el mayor respeto hacia el árbitro, hacia los rivales y hacia el público. Todos estos aspectos son evaluados a través de un sistema de puntos y criterios establecidos por el reglamento de la competencia.
| Premio                            | Selección |
| --------------------------------- | --------- |
| Premio al Juego Limpio de la FIFA | Japón     |

### Gol del Torneo
A través del sitio web oficial de la FIFA, los usuarios tuvieron la oportunidad de elegir al mejor gol del campeonato. El tanto ganador fue el que convirtió la estadounidense Abby Wambach en el minuto 120+2' de la semifinal ante Brasil, determinante para llevar el partido a la tanda de penales que su selección acabaría ganando.
| Jugadora           | Selección      | Rival             | Minuto | Resultado parcial | Resultado final |
| ------------------ | -------------- | ----------------- | ------ | ----------------- | --------------- |
| Abby Wambach       | Estados Unidos | Brasil            | 120+2' | 2:2               | 2:2             |
| Nahomi Kawasumi    | Japón          | Suecia            | 64'    | 3:1               | 3:1             |
| Marie Hammarström  | Suecia         | Francia           | 82'    | 2:1               | 2:1             |
| Érika              | Brasil         | Guinea Ecuatorial | 49'    | 1:0               | 3:0             |
| Ellyse Perry       | Australia      | Suecia            | 40'    | 1:2               | 1:3             |
| Karina Maruyama    | Japón          | Alemania          | 108'   | 1:0               | 1:0             |
| Heather O'Reilly   | Estados Unidos | Colombia          | 12'    | 1:0               | 3:0             |
| Christine Sinclair | Canadá         | Alemania          | 82'    | 1:2               | 1:2             |
| Élise Bussaglia    | Francia        | Inglaterra        | 88'    | 1:1               | 1:1 (4:3)       |
| Gaëtane Thiney     | Francia        | Canadá            | 60'    | 2:0               | 4:0             |

### Equipo estelar
| Porteras                | Defensoras                                                                           | Mediocampistas                                                                                 | Delanteras                                                                 |
| ----------------------- | ------------------------------------------------------------------------------------ | ---------------------------------------------------------------------------------------------- | -------------------------------------------------------------------------- |
| Hope Solo Ayumi Kaihori | Alex Scott Laura Georges Saskia Bartusiak Érika Elise Kellond-Knight Sonia Bompastor | Kerstin Garefrekes Caroline Seger Shannon Boxx Homare Sawa Jill Scott Aya Miyama Lauren Cheney | Shinobu Ōno Lotta Schelin Abby Wambach Genoveva Añonman Louisa Necib Marta |

## Clasificación de UEFA a losJuegos Olímpicos de Londres 2012
La Copa Mundial Femenina de 2011 fue utilizada por la UEFA como vía de clasificación al torneo femenino de los Juegos Olímpicos de 2012. De las cinco selecciones europeas participantes de la Copa Mundial, cuatro estaban calificadas para acceder al certamen olímpico (Inglaterra no era eligible, al no ser miembro del Comité Olímpico Internacional; no obstante, el Reino Unido sí se encontraba clasificado por su condición de local). Los dos equipos con mejor desempeño en el Mundial clasificaron a la cita olímpica.
| Pos. | Selección               | F.   | Pts. | PJ | PG | PE | PP | GF | GC | Dif. |
| ---- | ----------------------- | ---- | ---- | -- | -- | -- | -- | -- | -- | ---- |
| 1    | Suecia                  | 3.º  | 15   | 6  | 5  | 0  | 1  | 10 | 6  | 4    |
| 2    | Francia                 | 4.º  | 7    | 6  | 2  | 1  | 3  | 10 | 10 | 0    |
| 3    | Alemania                | CF   | 9    | 4  | 3  | 0  | 1  | 7  | 4  | 3    |
| 4    | Inglaterra (inelegible) | 4tos | 8    | 4  | 2  | 2  | 0  | 6  | 3  | 3    |
| 5    | Noruega                 | FG   | 3    | 3  | 1  | 0  | 2  | 2  | 5  | −3   |

### Clasificados a los Juegos Olímpicos de Londres 2012
| Bandera del Reino Unido | Bandera de Francia | Bandera de Suecia |
| Reino Unido Anfitrión   | Francia            | Suecia            |